# 大史
《大史》（英文譯名：Mahavamsa/Mahawansha，在巴利三藏英譯目錄或辭典中常縮寫爲Mhvs.或Mhv.），斯里蘭卡古代巴利文歷史文獻，書寫文是僧伽羅文，採用編年史詩體，作者是摩訶那摩（巴利文：Mahānāma）等。該書涉及斯里蘭卡、印度等南亞等地區，以及南傳上座部佛教的歷史。此外，由於該書辭藻華麗，因而被奉為斯里蘭卡古典文學的瑰寶。

## 關於篇幅問題
關於《大史》的篇幅，是有所爭議。其爭論焦點在於，《大史》應包括現今流傳的全部101章，抑或只包括由摩訶那摩（Mahanama）所寫的第1章至第37章第50頌。
- 主張僅包括摩訶那摩所撰的第1章至第37章第50頌：最先提出的是德國學者威廉·蓋格爾（Wilhelm Geiger），他的主要理由是在第37章第51頌前，出現了一句「向薄伽梵、阿羅漢、三藐三佛陀致敬」。而這句句子，是一般巴利文書籍中的開首語，因而從第37章第51頌開始，便應被視為另一部著作。威廉·蓋格爾將第37章第51頌以後的部份列為《小史》。[1]斯里蘭卡學者E·F·C·盧多維克更認為「《小史》，係《大史》的近代部份。」[2]

- 主張全部101章：斯里蘭卡學者羅睺羅認為，從第1章至第101章，每章的末尾都注明《大史》，因而只能說這101章合起來是一部大書。另外，第37章第51頌之前的「向薄伽梵、阿羅漢、三藐三佛陀致敬」這一句，只不過是補寫者所添加罷了，不能因此而將全書分為《大史》及《小史》。（據學者韓廷傑所說，威廉·蓋格爾後來亦承認自己「在《大史》的問題上犯了一些錯誤。」）[1]

## 編撰過程與內容
《大史》從大約公元6世紀開始，到18世紀，由不同時期的作者續寫而成。據韓廷傑中譯本序言裡的分析，全書101章，是分成五個階段寫成的，而內容亦大致可分成五個部份：
- 第一部份：從第1章至第37章第50頌，作者是生活在大約公元5世紀的宗教長老摩訶那摩 （Mahanama），根據《島史》（Dipavamsa／Deepavamsa）等材料寫成，內容為公元前5世紀至公元4世紀的史事。
- 第二部份：從第37章第51頌至第79章第84頌，作者是高僧達摩祇底（Dhammakitti），內容是4世紀至12世紀的史事。
- 第三部份：從第80章至第90章，作者不詳，內容是12世紀至14世紀的史事。
- 第四部份：從第91章至第100章，作者是T·蘇曼伽羅（Tibbotuvare Sumangala）。內容是14世紀至1758年的史事。
- 第五部份：第101章，作者是H·S·蘇曼伽羅（Hikkaduve Siri Sumangala），內容是英國入侵斯里蘭卡時的情況。[1]

## 史料價值
- 構建了較完整的斯里蘭卡歷史及為南亞史提供了資料：在南亞地區的多個國家中，古代的修史事業並不蓬勃，而由《大史》所帶起的續寫風氣，在一千多年間蔚為斯里蘭卡的修史傳統。學者韓廷傑更指出，「在斯里蘭卡、泰國、緬甸、老撾、柬埔寨等一些信仰上座部佛教的國家中，只有斯里蘭卡有這樣一部完整的歷史」；以及它「涉及到其他的上座部佛教國家」[1]，這就突顯了《大史》在南亞地區的史學地位。到了20世紀，斯里蘭卡學者E·F·C·盧多維克編修自18世紀以來的《錫蘭現代史》時，亦參考了這部文獻。
- 對上座部佛教的研究提供重要史料：由於《大史》是以佛教歷史發展為基礎而寫成，因而它亦是重要的「研究上座部佛教最主要的參考書」。[1]

## 譯本
《大史》一書，在20世紀上半期已被翻譯成德文、英文、俄文、日文等版本。 而中文譯本方面，則有台北佛光文化事業有限公司出版的韓廷傑譯本，這一版本包括了從6世紀至18世紀寫成的101章。此外，北京商務印書館所翻譯出版的《古印度吠陀時代和列國時代史料選輯》，亦收錄了一部份《大史》的內容。

## 外部連結
- 香港佛教聯合會：韓廷傑《大史》中譯本譯者《序言》（繁體中文）
- Geiger/Bode Translation of the Mahavamsa 《大史》第1章至第37章（页面存档备份，存于）（英文）
- The Mahavamsa - The Great Chronicle of Sri Lanka 《大史》第1章至第37章（页面存档备份，存于）（英文）
- The History of Sri Lanka 斯里蘭卡歷史 （页面存档备份，存于）（英文）